# Treo

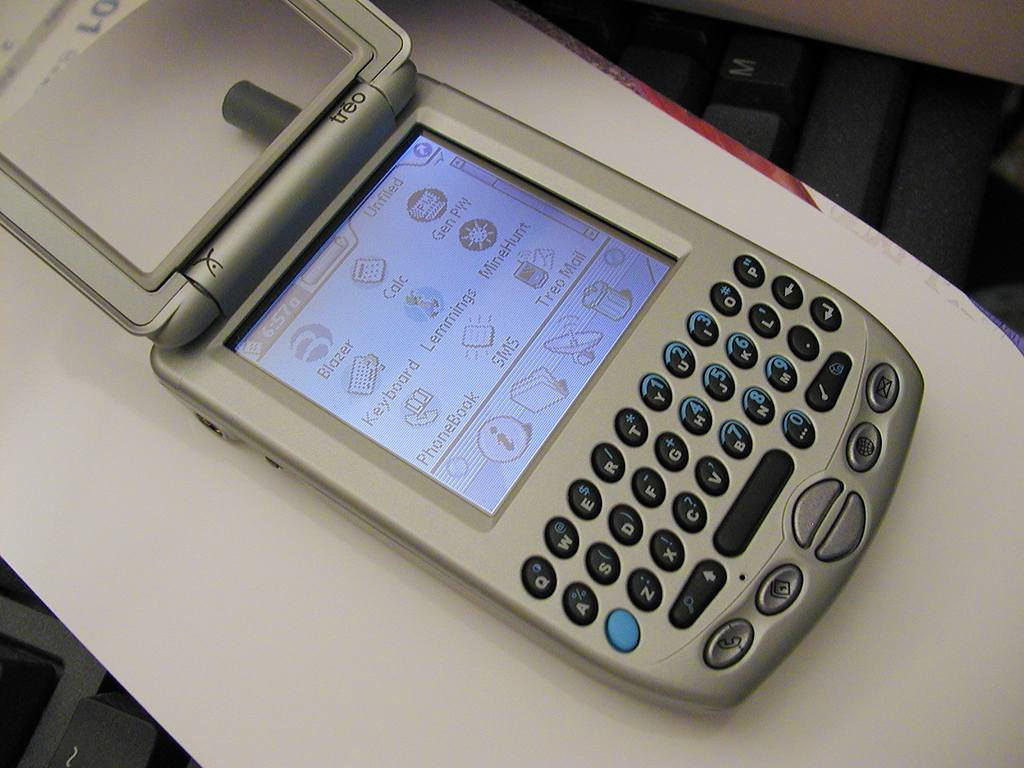
A Treo 300

Treo是美國Palm公司生產的智能手機系列，原本由Handspring開發，在Palm收購Handspring公司後，全面改由Palm開發及生產。Treo是其中一個最受歡迎的PDA手提電話系列，其設有個人數位助理、話音通訊、電子郵件、網頁瀏覽等功能，近年的型號亦包括數位相機。
至2006年9月止，共有14款Treo型號。自700系列開始，Treo型號分別使用Palm OS及Windows Mobile操作系統。Treo 700w是首部使用Windows Mobile操作系統的型號。
Palm已和RIM達成協議，讓旗下Treo產品連接及收發黑莓機推播式電子郵件，並採用BlackBerry Connect軟體連線。
2006年9月，Palm與Vodafone合作在歐洲推出首部3G手機Treo 750v，其搭載Windows Mobile操作系統。

## Treo產品
- Treo 90 PDA
- Treo 180 GSM
- Treo 180g GSM
- Treo 270 GSM
- Treo 300 CDMA
- Treo 500 GSM / WCDMA (Windows Mobile)
- Treo 600 GSM / CDMA
- Treo 600（无摄像头）CDMA
- Treo 650 GSM / CDMA
- Treo 680 GSM
- Treo 700w CDMA (Windows Mobile)
- Treo 700p CDMA / EVDO
- Treo 700wx CDMA (Windows Mobile)
- Treo 750 GSM (Windows Mobile)
- Treo 750v GSM (Windows Mobile)
- Treo 755p CDMA
- Treo Pro (Windows Mobile)

## 外部連結
- Palm
- 吹友吧 TREO中文用户专门站（页面存档备份，存于）
- TreoCentral（页面存档备份，存于）
- MAXPDA 中文Palm社区
- Everything Treo（页面存档备份，存于）
- mytreo.net（页面存档备份，存于）
- Treonauts.com（页面存档备份，存于）
- treo Addicts
- Treo Mobile（页面存档备份，存于）